# Castle of Illusion Starring Mickey Mouse (videogioco 1990)
Castle of Illusion Starring Mickey Mouse, noto in Giappone come I Love Mickey Mouse: Fushigi no shiro daibōken (アイラブミッキーマウス ふしぎのお城大冒険?, Ai Rabu Mikkī Mausu: Fushigi no shiro daibōken, lett. "I Love Mickey Mouse: La grande avventura del castello misterioso"), è un videogioco a piattaforme dalla SEGA pubblicato per Mega Drive nel novembre del 1990. Il gioco si può trovare anche assieme a Quackshot nella cartuccia dal titolo Disney Collection pubblicata nel 1996. Una versione a 8-bit del gioco, conosciuta in Giappone come I Love Mickey Mouse no Castle Illusion (アイラブミッキーマウスのキャッスル・イリユージヨン?, Ai Rabu Mikkī Mausu no Kyassuru Irūjon) in Giappone, fu pubblicata in seguito per Master System e Game Gear.
Il gioco segue Topolino nel suo tentativo di salvare Minni dalla malvagia strega Mizrabel. È il primo videogioco della serie dedicata alla mascotte Disney Illusion, che lo vedono come protagonista. Il gioco fa inoltre parte della seconda ondata di giochi pubblicati inizialmente per Mega Drive che aiutarono a consolidare la reputazione della console nel periodo precedente alla pubblicazione di Sonic the Hedgehog.
Castle of Illusion è stato ben accolto dalla critica, specialmente nella versione originale a 16-bit. È stato ripubblicato nel 1998 in Giappone nella raccolta Sega Ages: Mickey Mouse and Donald Duck per Saturn, assieme a Quackshot.
Un remake del gioco è stato prodotto da Sega Studios Australia per PlayStation Network, Xbox Live, PC e iOS nel 2013, Google Play nel 2014 così come la conversione per OS X.

## Trama
La crudele strega Mizrabel ha rapito Minni, la fidanzata di Topolino, perché è gelosa della sua bellezza. Il suo piano è quello di diventare bella come Minni rendendo quest'ultima brutta come lei. Topolino, per sventare il piano della terribile strega, dovrà recuperare le sette gemme dell'arcobaleno custodite dai sette Maestri dell'illusione nei mondi da loro creati nelle varie stanze del castello.

## Modalità di gioco
Castle of Illusion è un videogioco a piattaforme in cui il giocatore prende il controllo di Topolino attraverso diversi livelli. Per attaccare i nemici, Topolino può lanciare contro di essi degli oggetti raccolti lungo la strada, o rimbalzare sulle loro teste. Oltre agli oggetti lanciabili, si possono trovare oggetti che conferiscono bonus al punteggio o accrescono il numero di vite o di danni assorbibili.
Alla fine di ogni livello si combatte contro uno dei Maestri dell'illusione, servitori di Mizrabel, al fine di ottenere una gemma, anche se in due livelli le gemme vengono raccolte già durante il percorso Dopo aver completato le cinque stanze e aver ottenuto tutte le gemme, si aprirà la via per la torre della strega. Lì, il giocatore affronterà il boss finale: una versione gigante e giovane di Mizrabel (dalle fattezze di Grimilde).
Selezionando il livello di difficoltà "Practice" in cui si attraversano solo alcuni livelli semplificati. Le versioni per Master System e Game Gear presentano meccaniche di gioco, grafica e livelli differenti.

## Accoglienza
All'epoca della pubblicazione del gioco, Mean Machines diede alla versione Mega Drive un punteggio di 95/100, lodandone in particolar modo la grafica e la giocabilità. Nel 1992, Mega lo piazzò al 21 posto nella sua lista dei migliori giochi di tutti i tempi. Secondo GameSpot nel 2010: "Non furono soltanto i livelli che resero questo gioco così buono. la musica, i controlli e la superba animazione di Topolino contribuirono tutti a creare uno dei migliori giochi Disney che influenzerà pesantemente gli altri giochi a seguire".
ACE disse della versione Game Gear version: "in pratica un clone di Mario — e nemmeno tanto male" dandogli un punteggio di 8/10.

## Seguito
Fantasia - the videogame, gioco per Sega Genesis pubblicato nel 1991 e ispirato all'omonimo film Disney del 1940, fu presentato come seguito di Castle of Illusion, ma a causa del suo insuccesso commerciale fu ritirato dal mercato.
Un seguito, Land of Illusion Starring Mickey Mouse, venne pubblicato per Master System nel 1992 e per Game Gear nel 1993. Lo seguì World of Illusion Starring Mickey Mouse and Donald Duck per Mega Drive nel 1992. Nel 1994, Legend of Illusion Starring Mickey Mouse venne pubblicato per Game Gear, a cui nel 1998 seguì una conversione per Master System esclusiva per il Brasile.
Epic Mickey: Power of Illusion, sviluppato da DreamRift, venne pubblicato nel novembre del 2012 per Nintendo 3DS, ed è considerato il seguito spirituale di Castle of Illusion. In questo capitolo, la Mizrabel di Castle of Illusion ritorna come antagonista principale, ma il suo aspetto ora ricorda quello di Malefica de La bella addormentata nel bosco.

## Remake
Un remake del gioco, sviluppato da Sega Studios Australia, è stato pubblicato per PlayStation Network, Xbox Live and PC nel settembre del 2013, seguito da una conversione per iOS nel novembre dello stesso anno, e da una per Android nel giugno del 2014 e infine da una per Mac sempre nel 2014.
Il gioco presenta un'ambientazione a 2.5D, grafica 3D, una colonna sonora reimmaginata da Grant Kirkhope, ed è stato sviluppato sotto la supervisione del direttore del gioco originale, Emiko Yamamoto.. Il gioco originale è stato reso disponibile allo scaricamento solo come bonus al preordine della versione PSN.